# Diana Silva
Diana Silva (Amadora, 4 de junho de 1995) é uma futebolista portuguesa que atua como avançada.
Atualmente (2025), joga pelo SL Benfica, clube sediado na cidade de Lisboa em Portugal.
Fez a sua primeira internacionalização em 2011, fazendo atualmente (2025) parte da Seleção Portuguesa de Futebol Feminino.

## Títulos[3]
- Campeonato Nacional de Futebol Feminino - 2012/2013 e 2013/2014
- Taça de Portugal de Futebol Feminino - 2013/2014